# Aeroporto di Kassel-Calden
L'Aeroporto di Kassel-Calden (IATA: KSF, ICAO: EDVK) è un aeroporto tedesco situato nell'Assia a circa 2 km ad ovest dalla città di Calden e a 16,7 km a nordovest di Kassel. L'aeroporto, situato a 250 m s.l.m. e riconvertito in aeroporto regionale nel 2013, dispone di un unico terminal passeggeri e di tre piste: la prima in asfalto con orientamento 04/22 lunga 1.500 metri, la seconda in erba con orientamento 04L/22R lunga 700 metri e la terza in asfalto con orientamento 09/27 lunga 2.500 metri. È servito sia da voli domestici che internazionali.